# Head of the Demon
Head of the Demon ist eine Black-Doom-Band aus Stockholm.

## Geschichte
Head of the Demon wurde 2011 von Konstantin Papavassilou (Kaamos, Saturnalia Temple) und Thomas Åberg (Kaamos) gegründet. Papavassilou beschreibt die Gründung der Gruppe als langwierigen Prozess, der 2006 mit der Auflösung der Death-Metal-Band Kaamos begann. Dabei entstand die konzeptionelle Idee zu Head of the Demon aus dem spontanen kreativen Impuls, mit für ihn ungewohnten Formen des Gitarrenspiel zu experimentieren. Mit der Aussage einen gänzlich neuen musikalischen Weg beschreiten zu wollen lud Papavassilou seinen langjährigen Freund Åberg dazu ein, sich an Head of the Demon zu beteiligen. Als Sänger lud das Duo „Saibot“ ein, nachdem Åberg und Papavassilou ein Studio zur Aufnahme des Debüts gebucht hatten. Nach den Aufnahmen zu dem selbstbetitelten Album traten Johannes „Tehôm“ Kvarnbrink (Mortuus, Ofermod) und José Lopez (Twopointeight) der Band bei, wodurch Head of the Demon fortan live auftreten konnte. Die Gruppe trat zwischen dem Debüt und der Veröffentlichung des zweiten Albums zwei Mal auf. Auf dem nachfolgenden Album teilten sich „Saibot“ und Kvarnbrink den Gesang. Dabei hegte die Gruppe ursprünglich den Wunsch, die Band ohne die Namensnennung der Musiker zu etablieren, da Head of the Demon nicht mit den vorherigen Bands in Verbindung gebracht werden sollte. Die Namen der Musiker verbreiteten sich gegen den Willen der Band nach ersten Auftritten und Interviews über das Internet, woraufhin die Gruppe den Versuch Head of the Demon als anonymes Projekt fortzuführen aufgab.
Das Debütalbum erschien 2012 im Selbstverlag und erfuhr kaum Resonanz. Zum zweiten Album Sathanas Trismegistos ging die Gruppe Verträge mit The Ajna Offensive zum Verlag in den Vereinigten Staaten und mit Invictus Productions zum Verlag in Europa ein. Das Album wurde überwiegend positiv aufgenommen. Auch das dritte Album Deadly Black Doom wurde 2020 in Kooperation mit Invitus Productions und The Ajna Offensive veröffentlicht. Die Rezeption fiel erneut wohlwollend aus.

## Stil

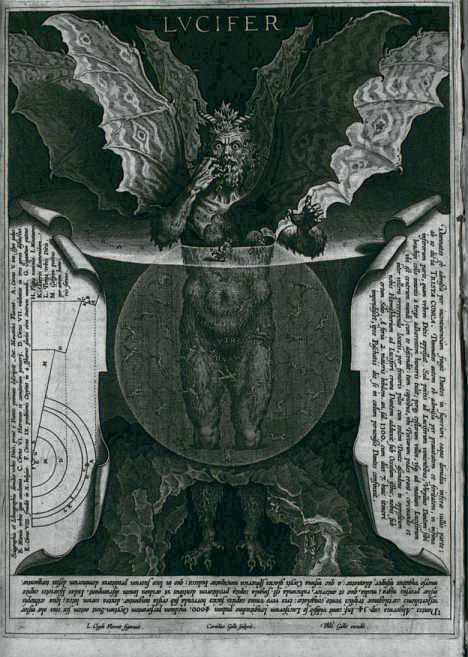
Zur Gestaltung des Albums Sathanas Trismegistos griff Papavassilou auf den von Alessandro Vellutello zum 34. Gesang aus Die Göttliche Komödie von Dante Alighieri angefertigte Kupferstich zurück

Der Stil von Head of the Demon wird als stark reduzierter Black Doom umschrieben, welcher bestrebt sei, „mit wenigen Stilelementen eine dunkle Atmosphäre zu erzeugen.“ In Rezensionen wird die Musik häufig als Mischung aus Celtic Frost und Black Sabbath umschrieben. Papavassilou bestätigt diesen Eindruck, gibt jedoch an, dass er keine Band als Inspiration herangezogen hätte. Dennoch hätte er den beiden Sängern Venom, Root sowie Hellhammer/Celtic Frost als Richtung zu ihrem Gesang vorgegeben. Gerade im Hinblick auf den Gesang sei ihm der Rückgriff auf die Vorreiter des Black Metals wichtig gewesen.
Als zentrales Element der Musik gilt „die repetitive Gitarrenarbeit, die mit schlichten aber wirkungsvollen, weil ungewöhnlichen Melodien und vereinzelt etwas forscheren Riffs den okkulten Sound von Head of the demon prägt.“ Hierbei werden der Gruppe Bezüge zum Psychedelic Rock attestiert, welche die „düstere“ und „hypnotische“ Atmosphäre der Musik unterstützen.
Die weitere Instrumentierung sowie der Gesang gelten als spärlich und reduziert. Viele der Stücke sind lyrisch auf knappe Chanting-Einwürfe reduziert, welche die Atmosphäre sowie die konzeptionelle Botschaft der Musik transportieren sollen. Papavassilou benennt einen möglichst geschlossenen und orchestralen Klang als Ziel der gesamten Arbeitsweise.

## Inhalt und Ideologie
Der Bandname und das Konzept des ersten Albums basieren vornehmlich auf H.P. Lovecraft und dem Cthulhu-Mythos, die Papavassilou mit Elementen des Satanismus, des Okkultismus und der schwarzen Magie vermengt.
Papavassilou, welcher die Texte der Gruppe verfasst, bezieht sich auf den Pfad zur linken Hand und benennt seine Mitgliedschaft im schwedischen Ordo Draconis des okkultistischen Autors Thomas Karlsson als wichtigen persönlichen und konzeptionellen Einfluss. Das Schaffen der Band nimmt wiederholt Bezug zu Satanismus, Okkultismus und Eschatologie. So bezieht Papavassilou den Titel des zweiten Albums Sathanas Trismegistos als dreimal Größte Satan in Anlehnung an die Götter-Gestalt Hermes Trismegistos auf Luzifer, Satan und den Teufel. Ebenso weist ein Stück des Albums auf den jüdisch-mythologischen Anti-Messias Armilus hin, welchem Papavassilou zunehmenden weltlichen Einfluss zuschreibt.

## Diskografie
- 2012: Head of the Demon (Album, Selbstverlag)
- 2016: Sathanas Trismegistos (Album, The Ajna Offensive/Invictus Productions)
- 2020: Deadly Black Doom (Album, The Ajna Offensive/Invictus Productions)